# جنس (موسیقی)
در تئوری موسیقی موسیقی عربی و نیز دیر متون قدیمی مربوط به تئوری موسیقی سنتی ایرانی، واژه جنس (و در حالت جمع، اجناس) برای توصیف دانگ‌ها یا مجموعه‌هایی کوچک (معمولاً متشکل از سه تا پنج نت) گفته می‌شود که کوچک‌ترین اجزای سازندهٔ گام‌های مختلف موسیقی هستند. به عقیدهٔ برخی نظریه‌پردازان، جنس در موسیقی ایرانی و عربی، با آنچه در موسیقی غربی مد نامیده می‌شود مترادف است.

## نام
احتمال دارد که واژهٔ جنس (که از زبان عربی به فارسی و ترکی نیز وارد شده‌است و برای همین مفهوم به کار می‌رود)، در اصل از کلمهٔ یونانی γένος (جینوس) مشتق شده باشد که در زبان‌هایی نظیر انگلیسی نیز به صورت genus دیده می‌شود.

## در موسیقی عربی
| خانواده      | مقام‌ها |
| ------------ | --- |
| عجم          | عجم، عجم عشیران، جهارکاه، شوق‌افزا، شوق‌آرا، طرز جدید، تبریز                                                                                           |
| سکاه (سه‌گاه) | سكاه (سکاه ترکی)، هُزام (سکاه عربی)، عراق، سکاه غریب، مُستعار، راحت‌الارواح، سكاه بلدی، بسته نِکار (بسته‌نگار)، بسته اصفهان، اوج، مایه                    |
| بیاتی        | بیاتی، بیاتی شوری (قارجیغار)، بیاتی عربان، بیاتی سلطان، بیاتین،‌ حسینی، حسینی عُشَیران، بیاتی عشیران، بوسلیک عشیران، نَهُفت، محیر، عشاق ترکی، اصفهان، نوا |
| نهاوند       | نهاوند، نهاوند کبیر، نهاوند مُرَصّع (نهاوند سنبله)، بوسلیک، فرح‌افزا، عشاق مصری، سلطانی یکاه، دلکشیده، محیر بوسلیک، حسینی بوسلیک                         |
| راست         | راست، ماهور، نِیروز، سوزناک، سوزدلارا (شورک)، کِردان، یکاه (یک‌گاه)، مجلس‌افروز، نیشابورک، دلنشین، شرف نما، رهاوی                                        |
| حجاز         | حجاز، حجاز کار، حجاز همایون، حجاز غریب، حجازَین، شدّ عَرَبان (شط عربان)، شهناز، سوز دل، زنجران (زنگوله)، جهارکاه ترکی (چهارگاه ترکی)                     |
| صبا          | صبا، صبا بوسلیک، صبا زمزم |
| کُرد          | کرد، حجاز کار کرد، لامی، طرز نوین، شوق طرب |
| نوا اثر      | نوا اثر، اثر کرد، نَکریز (نیریز)، حصار، بسندیده (پسندیده)                                                                                             |

در موسیقی عربی، هر یک از مقام‌های نه‌گانه در واقع یک خانواده است که شامل اعضایی است که به آن‌ها جنس می‌گویند.
مانند گوشه‌ها در مقام‌های ایرانی، اجناس در مقام‌های عربی توالی‌هایی از چند نت متوالی هستند؛ اما برخلاف گوشه‌ها که شامل دو تا هشت نت می‌شوند، اجناس با استفاده از سه تا پنج نت تعریف می‌شوند. در حالت کلی اجناس با سه نت تعریف می‌شوند مگر زمانی که سه نت برای تعریف‌شان کافی نباشد (برای نمونه تفاوت عجم و چهارگاه را نمی‌توان فقط با سه نت فهمید و باید نت چهارمی به کار رود، یا نوا اطهر را نمی‌توان با کمتر از پنج نت تعریف کرد). اجناس پنج نتی را «عقد» (یا در حالت جمع، «عقود») هم می‌نامند.
هر مقام را می‌توان مجموعه‌ای از دو جنس (جنس پایین و جنس بالا) دانست؛ از این جهت جنس مفهومی مشابه دانگ در موسیقی ایرانی دارد. در عین حال، هر مقام می‌تواند شامل اجناس فرعی نیز باشد که از بر هم کنش دو جنس اصلی به دست می‌آیند.
در برخی متون، نظیر آثار اسکندر شلفون، واژهٔ عِقد (جمع: عُقود) به جای جنس به کار رفته‌است. با این حال واژهٔ جنس رایج‌تر است. در متونی که بعد از ۱۹۴۰ نوشته شده‌اند، واژهٔ عقد به‌طور خاص برای توصیف اجناسی به کار می‌رود که پنج نت دارند، اما استفاده از آن فراگیر نیست. از حوالی ۱۹۸۰ میلادی واژهٔ «نسبة» نیز در برخی متون برای توصیف جنس‌های سه نتی به کار رفته‌است.

## در موسیقی ترکی
در موسیقی ترکی نیز از واژهٔ جنس برای توصیف دانگ‌هایی استفاده می‌شود که معمولاً یک فاصلهٔ چهارم درست یا پنجم درست اندازه دارند؛ به نوع اول دورتلو و به نوع دوم بشلی گفته می‌شود. مقام‌های موسیقی ترکی نیز به صورت مجموع یک جنس دورتلو و یک جنس بشلی تعریف می‌شوند تا مجموعاً یک اکتاو طول داشته باشند.

## در موسیقی ایرانی

اجناس موسیقی ایرانی، بر اساس تقسیم‌بندی عبدالقادر مراغی. فواصل دوم بزرگ، دوم نیم‌بزرگ و دوم کوچک به ترتیب با حروف ط، ج‍ و ب نشان داده شده‌اند.

در طبقه‌بندی و تشریح موسیقی ایرانی به شکل مقام‌ها، ابونصر فارابی، ابن سینا، صفی‌الدین ارموی و عبدالقادر مراغی نقش بسزایی داشته‌اند. فاصلهٔ نت‌ها در متون ایشان با استفاده از اصطلاحاتی نظیر «طنینی» (مخفف = ط، معادل دوم بزرگ)، «مجنب» (مخفف = ج‍ ، معادل دوم نیم‌بزرگ) و «بقیه» (مخفف = ب، معادل دوم کوچک) و برای دستهٔ ساز عود تعریف می‌شد. عبدالقادر مراغی با استفاده از این فواصل، یک دانگ را به هفت شکل تقسیم می‌کند و هر کدام را یک جنس می‌نامد.

## واژه‌نامه
1. ↑  dörtlü
2. ↑  beşli

### فارسی
1. ↑  فخرالدینی، تحلیل ردیف موسیقی ایران، ۳۶.
2. ↑  Arabic maqams.
3. ↑  Marcus, Arab Music Theory, 388.
4. ↑  فخرالدینی، تحلیل ردیف موسیقی ایران، ۳۷.
5. ↑  فخرالدینی، تحلیل ردیف موسیقی ایران، ۴۵.

### انگلیسی
1. ↑  Ederer, The Theory and Praxis, 77.
2. 1 2 3 4  "Ajnas". Maqam World. Archived from the original on 26 January 2008. Retrieved 2016-12-31.
3. ↑  Marcus, Arab music theory, 281.
4. ↑  Marcus, Arab music theory, 282.
5. ↑  Marcus, Arab music theory, 283.
6. ↑  Marcus, Arab music theory, 284.
7. ↑  Ederer, The Theory and Praxis, 77-78.